# International Falls
International Falls és una població dels Estats Units a l'estat de Minnesota. Segons el cens del 2000 tenia 6.703 habitants.

## Demografia
Segons el cens del 2000, International Falls tenia 6.703 habitants, 2.959 habitatges, i 1.751 famílies. La densitat de població era de 412,8 habitants per km².
Dels 2.959 habitatges en un 27,6% hi vivien nens de menys de 18 anys, en un 44% hi vivien parelles casades, en un 11,4% dones solteres, i en un 40,8% no eren unitats familiars. En el 36,5% dels habitatges hi vivien persones soles el 18,2% de les quals corresponia a persones de 65 anys o més que vivien soles. El nombre mitjà de persones vivint en cada habitatge era de 2,2 i el nombre mitjà de persones que vivien en cada família era de 2,85.
Per edats la població es repartia de la següent manera: un 23,3% tenia menys de 18 anys, un 8,2% entre 18 i 24, un 25,5% entre 25 i 44, un 22,4% de 45 a 60 i un 20,6% 65 anys o més.
L'edat mediana era de 40 anys. Per cada 100 dones de 18 o més anys hi havia 86,5 homes.
La renda mediana per habitatge era de 29.908 $ i la renda mediana per família de 41.458 $. Els homes tenien una renda mediana de 41.584 $ mentre que les dones 20.053 $. La renda per capita de la població era de 19.171 $. Entorn del 10% de les famílies i el 14,5% de la població estaven per davall del llindar de pobresa.

## Poblacions més properes
El següent diagrama mostra les poblacions més properes.